# Augusto Bracet
Augusto Bracet (Río de Janeiro, 14 de agosto de 1881 - Río de Janeiro, 1960) fue un pintor, dibujante y profesor brasileño.

## Biografía
Se formó en la Escuela Nacional de Bellos Artes (ENBA). Fue discípulo de los pintores Zeferino da Costa, Daniel Bérard, Rodolfo Amoedo, y Batista da Costa. 
En 1911, ganó el Premio de Viaje al Extranjero y se afincó en Italia y en Francia, estudiando con Morelli y Louis Billoul. 
Volvió a Brasil en 1914, y en 1926 fue nombrado profesor interino de Pintura en la Escuela Nacional de Bellas Artes. Fue director interino de la Escuela entre 1938 y 1945 y director efectivo de 1945 a 1948.

## Obras principales
- A traição de Judas
- Lindóia
- Primeiros Sons do Hino Nacional (Museo Histórico Nacional)

Bracet se dedicó al paisaje, a la figura humana y eventualmente a temas históricos.